# Natation au Festival olympique de la jeunesse européenne 2011
Les épreuves de natation du Festival olympique de la jeunesse européenne 2011 se sont déroulées à Trabzon en Turquie du 25 au 29 juillet 2011.

## Jour 1
| Date       | Épreuve                        |
| ---------- | ------------------------------ |
| 25 juillet | 400 m nage libre femmes        |
| 25 juillet | 100 m nage libre messieurs     |
| 25 juillet | 100 m papillon femmes          |
| 25 juillet | 200 m dos messieurs            |
| 25 juillet | 200 m dos femmes               |
| 25 juillet | 200 m 4 nages messieurs        |
| 25 juillet | 4 × 100 m nage libre femmes    |
| 25 juillet | 4 × 100 m nage libre messieurs |

## Jour 2
| Date       | Épreuve                        |
| ---------- | ------------------------------ |
| 26 juillet | 400 m nage libre messieurs     |
| 26 juillet | 100 m nage libre femmes        |
| 26 juillet | 100 m papillon messieurs       |
| 26 juillet | 200 m dos femmes               |
| 26 juillet | 200 m brasse messieurs         |
| 26 juillet | 200 m 4 nages femmes           |
| 26 juillet | Relais 4 × 200 m 4 nages mixte |

## Jour 3
| Date       | Épreuve                      |
| ---------- | ---------------------------- |
| 28 juillet | 50 m nage libre femmes       |
| 28 juillet | 1 500 m nage libre messieurs |
| 28 juillet | 400 m 4 nages femmes         |
| 28 juillet | 200 m papillon messieurs     |
| 28 juillet | 100 m dos femmes             |
| 28 juillet | 100 m brasse messieurs       |
| 28 juillet | 200 m nage libre femmes      |
| 28 juillet | 50 m nage libre messieurs    |

## Jour 4
| Date       | Épreuve                     |
| ---------- | --------------------------- |
| 29 juillet | 800 m nage libre femmes     |
| 29 juillet | 400 m 4 nages messieurs     |
| 29 juillet | 200 m papillon femmes       |
| 29 juillet | 100 m dos messieurs         |
| 29 juillet | 100 m brasse femmes         |
| 29 juillet | 200 m nage libre messieurs  |
| 29 juillet | 4 × 100 m 4 nages femmes    |
| 29 juillet | 4 × 100 m 4 nages messieurs |

## Tableau des médailles
| Rang  | Nation      | Or | Argent | Bronze | Total |
| ----- | ----------- | -- | ------ | ------ | ----- |
| 1     | Russie      | 12 | 8      | 4      | 24    |
| 2     | Royaume-Uni | 9  | 2      | 4      | 15    |
| 3     | Italie      | 3  | 6      | 3      | 12    |
| 4     | Hongrie     | 3  | 2      | 4      | 9     |
| 5     | Allemagne   | 2  | 5      | 3      | 10    |
| 6     | Lituanie    | 1  | 2      | 1      | 4     |
| 7     | Suède       | 1  | 0      | 0      | 0     |
| 8     | France      | 0  | 2      | 1      | 3     |
| 9     | Lettonie    | 0  | 2      | 0      | 2     |
| 10    | Slovénie    | 0  | 1      | 2      | 3     |
| 11    | Tchéquie    | 0  | 1      | 1      | 2     |
| 12    | Ukraine     | 0  | 1      | 0      | 1     |
| 13    | Pologne     | 0  | 0      | 4      | 4     |
| 14    | Danemark    | 0  | 0      | 1      | 1     |
| 14    | Espagne     | 0  | 0      | 1      | 1     |
| 14    | Irlande     | 0  | 0      | 1      | 1     |
| 14    | Pays-Bas    | 0  | 0      | 1      | 1     |
| 14    | Norvège     | 0  | 0      | 1      | 1     |
| Total | Total       | 31 | 31     | 31     | 93    |

### Résultats

#### Messieurs
| Édition | Or | Or                  | Argent | Argent             | Bronze | Bronze         |
| --- | --- | ------------------- | --- | ------------------ | --- | -------------- |
| 50 m nage libre | Evgeny Sedov RUS                                                                                               | 22 s 98             | Jānis Šaltāns LAT | 23 s 51            | Brian O'Sullivan IRL | 23 s 66        |
| 100 m nage libre | Andrea Mitchell D'Arrigo ITA                                                                                   | 51 s 47             | Evgeny Sedov RUS | 51 s 79            | Benjamin Jany FRA | 52 s 27        |
| 200 m nage libre | Andrea Mitchell D'Arrigo ITA                                                                                   | 1 min 50 s 28       | Benjamin Jany FRA | 1 min 53 s 02      | Viktor Zakharov RUS | 1 min 53 s 54  |
| 400 m nage libre | Matthew Johnson GBR                                                                                            | 3 min 54 s 70 NR16  | Andrea Mitchell D'Arrigo ITA                                                                                                 | 3 min 55 s 32 NYR  | Jan Micka CZE | 3 min 58 s 48  |
| 1 500 m nage libre | Joel Knight GBR                                                                                                | 15 min 28 s 86 NR15 | Jan Micka CZE | 15 min 38 s 68     | Igor Bespalov RUS | 15 min 41 s 65 |
| | |                     | |                    | |                |
| 100 m dos | Nathan Theodoris GBR                                                                                           | 57 s 16             | Jānis Šaltāns LAT | 57 s 43 NR         | Evgeny Sedov RUS | 57 s 66        |
| 200 m dos | Nathan Theodoris GBR                                                                                           | 2 min 2 s 54        | Danas Rapšys LTU | 2 min 4 s 01 NRU17 | Morten Hansen NOR | 2 min 4 s 86   |
| | |                     | |                    | |                |
| 100 m brasse | Johannes Skagius SWE                                                                                           | 1 min 3 s 01 NYR    | Vsevolod Zanko RUS | 1 min 3 s 49       | Maciej Hołub POL | 1 min 4 s 26   |
| 200 m brasse | Daniele Ceccuti ITA                                                                                            | 2 min 19 s 54       | Denys Barabash UKR | 2 min 19 s 86      | Lucas Greven NED | 2 min 20 s 24  |
| | |                     | |                    | |                |
| 100 m papillon | Semen Makovich RUS                                                                                             | 55 s 31             | Francesco Giordano ITA | 55 s 47            | Tobias Gjerloff DEN | 55 s 63        |
| 200 m papillon | Matthew Johnson GBR                                                                                            | 2 min 0 s 46 NR16   | Alexander Kudashev RUS | 2 min 2 s 16       | Jerzy Mateusz Twarowski POL | 2 min 2 s 73   |
| | |                     | |                    | |                |
| 200 m 4 nages | Matthew Johnson GBR                                                                                            | 2 min 4 s 35        | Mikhail Dovgalyuk RUS | 2 min 5 s 60       | Dávid Földházi HUN | 2 min 6 s 58   |
| 400 m 4 nages | Matthew Johnson GBR                                                                                            | 4 min 22 s 02       | Semen Makovich RUS | 4 min 23 s 39      | Mateusz Nachtman POL | 4 min 31 s 90  |
| | |                     | |                    | |                |
| 4 × 100 m nage libre | RUS Igor Bespalov (52 s 32) Victor Zakharov (52 s 13) Semen Makovich (52 s 33) Evgeny Sedov (51 s 93)          | 3 min 28 s 71       | GBR Oliver Leonard (52 s 95) Karl Morgan (51 s 72) Matthew Watkinson (51 s 98) Matthew Johnson (52 s 38)                     | 3 min 29 s 03      | ITA Francesco Giordano (52 s 18) Davide Casarin (52 s 97) Giuseppe Ronci (54 s 36) Andrea Mitchell D'Arrigo (51`)                           | 3 min 31 s 11  |
| 4 × 100 m 4 nages | RUS Evgeny Sedov (57 s 75) Vsevolod Zanko (1 min 03 s 20) Alexander Kudashev (55 s 95) Igor Bespalov (52 s 06) | 3 min 48 s 96       | ITA Luca Mencarini (58 s 51) Daniele Ceccuti (1 min 04 s 08) Francesco Giordano (55 s 52) Andrea Mitchell D'Arrigo (51 s 20) | 3 min 49 s 31      | POL Lukasz Daniel Bielecki (58 s 86) Maciej Stanislaw Holub (1 min 04 s 52) Jerzy Mateusz Twarowski (55 s 57) Jan Krzysztof Holub (52 s 07) | 3 min 51 s 02  |
| NYR = national youth record \| NRU17 = national record under 17 years \| NR16 = national record aged 16 \| NR15 = national record aged 15 | |                     | |                    | |                |

#### Femmes
| Édition                                                                               | Or | Or                | Argent | Argent            | Bronze | Bronze            |
| ------------------------------------------------------------------------------------- | --- | ----------------- | --- | ----------------- | --- | ----------------- |
| 50 m nage libre                                                                       | Anna Stephanie Dietterle GER                                                                                                  | 25 s 65 NR14      | Rūta Meilutytė LTU | 25 s 67 NR        | Giorgia Biondani ITA | 25 s 94 NYR       |
| 100 m nage libre                                                                      | Anna Stephanie Dietterle GER                                                                                                  | 55 s 85           | Mariya Baklakova RUS | 56 s 09 NYR       | Rūta Meilutytė LTU | 56 s 41 NR        |
| 200 m nage libre                                                                      | Mariya Baklakova RUS | 2 min 00 s NYR    | Nikoletta Kiss HUN | 2 min 04 s 25     | Janine Wirz GER | 2 min 05 s 93     |
| 400 m nage libre                                                                      | Mariya Baklakova RUS | 4 min 15 s 17     | Nikoletta Kiss HUN | 4 min 15 s 30     | Siwan Thomas-Howells GBR | 4 min 18 s 61     |
| 800 m nage libre                                                                      | Nikoletta Kiss HUN | 8 min 51 s 45     | Leonie Antonie Beck GER | 8 min 54 s 88     | Ellena Jones GBR | 9 min 01 s 58     |
|                                                                                       | |                   | |                   | |                   |
| 100 m dos                                                                             | Harriet Cooper GBR | 1 min 02 s 73     | Beatrice Cannistraro ITA | 1 min 04 s 40 NYR | Daria Ustinova RUS | 1 min 04 s 63     |
| 200 m dos                                                                             | Daria Ustinova RUS | 2 min 17 s 19     | Sonnele Aylin Öztürk GER | 2 min 17 s 42     | Shauntelle Austin GBR | 2 min 17 s 83     |
|                                                                                       | |                   | |                   | |                   |
| 100 m brasse                                                                          | Rūta Meilutytė LTU | 1 min 07 s 96 NR  | Anna Ganus RUS | 1 min 11 s 25     | Tjaša Pintar SLO | 1 min 12 s 23     |
| 200 m brasse                                                                          | Anna Ganus RUS | 2 min 32 s 43     | Margarethe T. Hummel GER | 2 min 35 s 70     | Sandra Garcia ESP | 2 min 36 s 21     |
|                                                                                       | |                   | |                   | |                   |
| 100 m papillon                                                                        | Anastasia Guzhenkova RUS | 1 min 01 s 49     | Marie Wattel FRA | 1 min 01 s 74 NYR | Adel Juhasz HUN | 1 min 02 s 44     |
| 200 m papillon                                                                        | Dalma Sebestyen HUN | 2 min 15 s 18     | Anastasia Guzhenkova RUS | 2 min 15 s 65     | Shauntelle Austin GBR | 2 min 17 s 63     |
|                                                                                       | |                   | |                   | |                   |
| 200 m 4 nages                                                                         | Dalma Sebestyen HUN | 2 min 19 s 18     | Tjaša Pintar SLO | 2 min 19 s 85     | Arianna Castiglioni ITA | 2 min 21 s 99     |
| 400 m 4 nages                                                                         | Ellena Jones GBR | 4 min 55 s 93     | Leonie Antonie Beck GER | 4 min 56 s 06     | Zsanett Kovacs HUN | 4 min 57 s 48     |
|                                                                                       | |                   | |                   | |                   |
| 4 × 100 m nage libre                                                                  | RUS Elizaveta Korolkova (57 s 08) Rozaliya Nasretdinova (57 s 33) Kristina Pukhova (57) Mariya Baklakova (55 s 89)            | 3 min 47 s 57 NYR | GER Anna Stephanie Dietterle (55 s 77) Janine Wirz (58 s 12) Rosalie Kaethner (58) Nele Klein (57 s 94)                                | 3 min 50 s 12     | SLO Nastja Govejsek (57 s 13) Gaja Natlacen (59 s 25) Kaja Sajovec (58 s 81) Tjaša Pintar (57 s 34)                                                 | 3 min 52 s 53 NYR |
| 4 × 100 m 4 nages                                                                     | RUS Daria Ustinova (1 min 04 s 42) Anna Ganus (1 min 10 s 70) Anastasia Guzhenkova (1 min 02 s 07) Mariya Baklakova (55 s 78) | 4 min 12 s 97     | ITA Beatrice Cannistraro (1 min 04 s 65) Arianna Castiglioni (1 min 12 s 14) Claudia Tarzia (1 min 01 s 74) Giorgia Biondani (55 s 97) | 4 min 14 s 50     | GER Sonnele Aylin Oeztuerk (1 min 05 s 85) Margarethe T. Hummel (1 min 12 s 72) Rosalie Kaethner (1 min 03 s 24) Anna Stephanie Dietterle (55 s 52) | 4 min 17 s 33     |
| NR = national record \| NYR = national youth record \| NR14 = national record aged 14 | |                   | |                   | |                   |

#### Mixte
| Édition              | Or | Or            | Argent | Argent        | Bronze | Bronze        |
| -------------------- | --- | ------------- | --- | ------------- | --- | ------------- |
| 4 × 200 m nage libre | RUS Victor Zakharov (1 min 53 s 25) Elizaveta Korolkova (2 min 03 s 67) Igor Bespalov (1 min 53 s 58) Mariya Baklakova (2 min 01 s 31) | 7 min 51 s 81 | GBR Matthew Johnson (1 min 54 s 85) Ellena Jones (2 min 03 s 25) Alex Dunk (1 min 56 s 12) Siwan Thomas-Howells (2 min 04 s 98) | 7 min 59 s 20 | HUN Benjamin Gratz (1 min 53 s 83) Melinda Novoszath (2 min 06 s 86) David Foldhazi (1 min 56 s 20) Nikoleta Kiss (2 min 04 s 01) | 8 min 00 s 90 |

## Sources
1. ↑  Men's 50 m Freestyle Results
2. ↑  Men's 100 m Freestyle Results
3. ↑  Men's 200 m Freestyle Results
4. ↑  Men's 400 m Freestyle Results
5. ↑  Men's 1500 m Freestyle Results
6. ↑  Men's 100 m Backstroke Results
7. ↑  Men's 200 m Backstroke Results
8. ↑  Men's 100 m Breaststroke Results
9. ↑  Men's 200 m Breaststroke Results
10. ↑  Men's 100 m Butterfly Results
11. ↑  Men's 200 m Butterfly Results
12. ↑  Men's 200 m Medley Results
13. ↑  Men's 400 m Medley Results
14. ↑  Men's 4 × 100 m Freestyle Relay Results
15. ↑  Men's 4 × 100 m Medley Relay Results
16. ↑  Women's 50 m Freestyle Results
17. ↑  Women's 100 m Freestyle Results
18. ↑  Women's 200 m Freestyle Results
19. ↑  Women's 400 m Freestyle Results
20. ↑  Women's 800 m Freestyle Results
21. ↑  Women's 100 m Backstroke Results
22. ↑  Women's 200 m Backstroke Results
23. ↑  Women's 100 m Breaststroke Results
24. ↑  Women's 200 m Breaststroke Results
25. ↑  Women's 100 m Butterfly Results
26. ↑  Women's 200 m Butterfly Results
27. ↑  Women's 200 m Medley Results
28. ↑  Women's 400 m Medley Results
29. ↑  Women's 4 × 100 m Freestyle Relay Results
30. ↑  Women's 4 × 100 m Medley Relay Results
31. ↑  Mixed's 4 × 200 m Freestyle Relay Results